# Nowa Wieś (powiat mławski)
Nowa Wieś – wieś sołecka w Polsce, położona w województwie mazowieckim, w powiecie mławskim, w gminie Szydłowo.
W latach 1975–1998 miejscowość należała administracyjnie do województwa ciechanowskiego.